# اتحاد قوى الشعب العامل
اتحاد قوى الشعب العامل، هو حزب سياسي لبناني ذى توجه ناصري أسسه كمال شاتيلا سنة 1965. سنة 1972 تمكن الاتحاد من إيصال أحد مرشحيه، نجاح واكيم، إلى المجلس النيابي. في نهاية الستينات وبداية السبعينات نسق الاتحاد نشاطه مع عدة قوى يسارية وقومية في إطار تجمع الأحزاب التقدمية ثم في إطار لقاء الأحزاب والقوى الوطنية والتقدمية الذي انبثقت عنه الحركة الوطنية اللبنانية. في منتصف السبعينات خرجت عن الاتحاد تنظيمي قوات ناصر (بقيادة عصام العرب) ومنظمة الشباب العربي لتكون مع قوى ناصرية أخرى الاتحاد الاشتراكي العربي.
شارك الاتحاد عبر ميليشيته «فرقة النصر» التي كان قوامها حوالي 1000 عنصر  في المعارك بداية الحرب الأهلية اللبنانية أمام الطرف اليميني، وقد كانت له عدد من المراكز العسكرية في كل من النبطية، كفررمان، وحبوش. لم ينضم الاتحاد إلى المجلس السياسي للحركة الوطنية اللبنانية وانضوى صحبة قوى أخرى قريبة من سوريا تحت الجبهة القومية والوطنية اللبنانية. بعد حرب السنتين أعلن الحزب تخليه عن سلاحه وأصبح نشاطه يرتكز أساسا على العمل الاجتماعي. في الثمانينات توترت علاقة الحزب بسوريا وحلفائها في لبنان مما أدى إلى خروج شاتيلا إلى المنفى سنة 1984 وبقاءه فيه إلى سنة 2000.
بعد الانتخابات النيابية التي أجريت في صيف 2005 بعد اغتيال رئيس الوزراء رفيق الحريري، إنضم الحزب إلى قوى 8 آذار المعارضة لحكومة فؤاد السنيورة. في نوفمبر 2006 كون الاتحاد مع تسعة أحزاب أخرى أهمها حركة الشعب، الحزب السوري القومي الاجتماعي، حزب البعث اللبناني، التنظيم الشعبي الناصري في لبنان وحركة المرابطون، «تحالف الأحزاب الوطنية» بهدف «منع جر لبنان إلى حرب اهلية» و«بناء الدولة القوية العادلة». ليس للاتحاد حاليا نشاط كثيف مع تركيز مؤسسه على عمله على رأس المؤتمر الشعبي اللبناني.

## وضع الاتحاد الحالي
ان الاتحاد اليوم ينتشر في الكثير من المناطق اللبنانية من شبعا جنوباً وصولاً إلى وادي خالد شمالاً.
ويتعرض الاتحاد لحملة مغرضة وحاقدة من قبل قوى الرابع عشر من آذار، لتمسكه بثوابته الوطنية والقومية.